# Ytterhogdals distrikt
Ytterhogdals distrikt är ett distrikt i Härjedalens kommun och Jämtlands län. Distriktet ligger omkring Ytterhogdal i nordvästra Hälsingland.

## Tidigare administrativ tillhörighet
Distriktet inrättades 2016 och utgörs av Ytterhogdals socken i Härjedalens kommun.
Området motsvarar den omfattning Ytterhogdals församling hade 1999/2000.

## Tätorter och småorter
I Ytterhogdals distrikt finns en tätort men inga småorter.

### Tätorter
- Ytterhogdal